# Ephialtes arisanus
Ephialtes arisanus là một loài tò vò trong họ Ichneumonidae.